# کلر پری
کلر پری با نام کامل کِلِر لوئیز پِرری اونیل (انگلیسی: Claire Perry؛ زادهٔ ۳ آوریل ۱۹۶۴) سیاستمدار و فعال اقتصادی اهل بریتانیا است. او مدیر عامل آب و هوا و انرژی در «شورای تجارت جهانی توسعه پایدار» است و قبلاً از سال ۲۰۱۷ تا ۲۰۱۹ «وزیر دولت در امور انرژی و رشد پاک» بریتانیا بوده‌است.  او عضو حزب محافظه‌کار و از سال ۲۰۱۰ تا ۲۰۱۹ نمایندهٔ پارلمان (MP) از حوزهٔ انتخاباتی دیویس (Devizes) بوده‌است.

## فعالیت پارلمانی
پس از پیوستن به حزب محافظه‌کار در سال ۲۰۰۶، کلر پری برای جرج آزبورن وزیر سایه دارایی کار کرد. در نوامبر ۲۰۰۹ پس از آنکه نمایندهٔ محاف‍ه‌کار قدیمی «مایکل آنکرام» با اعلام قصد خود مبنی برنداشتن تمایل به ادامهٔ نمایندگی دیویس، صندلی امنی برای کلر پری در حزب ایجاد شد و او به عنوان کاندیدای محافظه‌کار، انتخاب شد.
در سپتامبر ۲۰۱۹ او از نمایندگی پارلمان استعفا داد.